# Bernard Tchoutang
Bernard Tchoutang est un ancien footballeur camerounais.

## Biographie
Bernard naît le 2 septembre 1976 à Yaoundé.

## Carrière
En tant qu’attaquant, Bernard fut international camerounais à 23 reprises (1997 à 2001) pour cinq buts inscrits. Il remporte la CAN 2000, avec le Cameroun. 
Il participe à la Coupe des confédérations 2001, au Japon et en Corée du Sud. S'il ne joue ni contre le Brésil, ni contre le Japon, il est titulaire face au Canada et inscrit un but à la 48e minute, match gagné 2 buts à 0. Le Cameroun est cependant éliminé au premier tour.
Sa carrière se déroule dans de nombreux pays (Cameroun, Turquie, Pays-Bas, Ukraine, Danemark, Malaisie, Albanie, Israël), remportant une coupe des Pays-Bas en 2000 avec Roda JC.
En 2022, il est nommé au poste de responsable du conditionnement physique des employés de la Fecafoot,.

## Clubs
- 1994 :  Tonnerre Yaoundé
- 1994-1997 :  Vanspor AS
- 1997-2002 :  Roda JC
- 2002-2003 :  Metalurg Donetsk
- 2003-2004 :  Viborg FF (prêt)
- 2004-2005 :  Metalurg Donetsk
- 2005-2006 :  Pahang FA
- 2006-2007 :  Hapoël Petah-Tikvah
- 2007-20.. :  KS Elbasani

## Palmarès
- Coupe du Cameroun de football
  - Finaliste en 1994
- Coupe d'Afrique des nations de football

- - Vainqueur en 2000
- Championnat d'Ukraine de football
  - Troisième en 2003 et en 2005
- Coupe des Pays-Bas de football
  - Vainqueur en 2000